# Hökar
Hökar är mellanstora rovfåglar med liten kort krokad näbb inom familjen hökartade rovfåglar (Accipitridae) i ordningen hökfåglar (Accipitriformes). De är mycket spridda och finns på alla kontinenter, utom Antarktis.

## Särskilda trivialnamn
Vissa historiska trivialnamn används om flera olika arter och kan avse olika karaktärsdrag med mera.
Ett vanligt trivialnamn som inte härrör en enda art är begreppet slaghök, vilket har använts om bland annat bivråk, duvhök, ormvråk och pilgrimsfalk.

## Arter
Nedan artlista är arter med uppslag på Wikipedia (2025-03-14).
- (Aerospiza)
  - (Aerospiza toussenelii)
  - Bantuhök (Aerospiza tachiro)
  - Rödsidig hök (Aerospiza castanilius)

- Duvhökar (Astur)
  - Amerikansk duvhök (Astur atricapillus)
  - Chileduvhök (Astur chilensis)
  - Eurasiatisk duvhök (Astur gentilis)
  - Kubaduvhök (Astur gundlachi)
  - Madagaskarduvhök (Astur henstii)
  - Papuaduvhök (Astur meyerianus)
  - Svart duvhök (Astur melanoleucus)
  - Trastduvhök (Astur cooperii)
  - Tvåfärgad duvhök (Astur bicolor)

- (Erythrotriorchis)
  - Rostskuldrad hök (Erythrotriorchis buergersi)
  - Rödhök (Erythrotriorchis radiatus)

- (Kaupifalco)
  - Ödlehök (Kaupifalco monogrammicus)

- Klätterhökar (Polyboroides)
  - Afrikansk klätterhök (Polyboroides typus)
  - Madagaskarklätterhök (Polyboroides radiatus)

- Kärrhökar (Circus)
  - Amerikansk kärrhök (Circus hudsonius) – behandlades tidigare som underart till Circus cyaneus
  - Australisk kärrhök (Circus approximans)
  - Blå kärrhök (Circus cyaneus)
  - Brokig kärrhök (Circus spilonotus)
  - Brun kärrhök (Circus aeruginosus)
  - Fläckig kärrhök (Circus assimilis)
  - Grodkärrhök (Circus ranivorus)
  - Grå kärrhök (Circus cinereus)
  - Hawaiikärrhök (Circus dossenus †)
  - Långvingad kärrhök (Circus buffoni)
  - Madagaskarkärrhök (Circus macrosceles) – behandlades tidigare som underart till Circus maillardi
  - Nyazeelandkärrhök (Circus eylesi †)
  - Papuakärrhök (Circus spilothorax) – behandlas ibland som underart till Circus spilonotus
  - Réunionkärrhök (Circus maillardi)
  - Stäpphök (Circus macrourus)
  - Svart kärrhök (Circus maurus)
  - Svartvit kärrhök (Circus melanoleucos)
  - Ängshök (Circus pygargus)

- (Megatriorchis)
  - Tigerhök (Megatriorchis doriae)

- (Micronisus)
  - Gabarhök (Micronisus gabar)

- (Microspizias)
  - Pygméhök (Microspizias superciliosus)
  - Halsbandshök (Microspizias collaris)

- Sparvhökar (Accipiter) – i begränsad mening omfattar Accipiter följande sex till nio arter:
  - Amerikansk sparvhök (Accipiter striatus)
  - Eurasiatisk sparvhök (Accipiter nisus)
  - Gråbukig hök (Accipiter poliogaster)
  - Inkasparvhök (Accipiter ventralis) – inkluderas ofta i striatus
  - Madagaskarsparvhök (Accipiter madagascariensis)
  - Ovambosparvhök (Accipiter ovampensis)
  - Robust hök (Accipiter efficax †) – även som Tachyspiza efficax
  - Rostbyxad sparvhök (Accipiter erythronemius) – inkluderas ofta i striatus
  - Rostbröstad sparvhök (Accipiter rufiventris)
  - Spenslig hök (Accipiter quartus †)
  - Vitbröstad sparvhök (Accipiter chionogaster) – inkluderas ofta i striatus

- Sånghökar (Melierax)
  - Blek sånghök (Melierax canorus)
  - Mörk sånghök (Melierax metabates)
  - Östlig sånghök (Melierax poliopterus)

- (Tachyspiza)
  - Balkanhök (Tachyspiza brevipes)
  - Besra (Tachyspiza virgata)
  - Bismarckhök (Tachyspiza brachyura)
  - Blågrå hök (Tachyspiza luteoschistacea)
  - Brokhök (Tachyspiza erythropus)
  - Brunhök (Tachyspiza fasciata)
  - Dvärghök (Tachyspiza minulla)
  - Fijihök (Tachyspiza rufitorques)
  - Fläckstjärtad hök (Tachyspiza trinotata)
  - Gråhök (Tachyspiza novaehollandiae)
  - Gråhuvad hök (Tachyspiza poliocephala)
  - Halmaherahök (Tachyspiza henicogramma)
  - Härmhök (Tachyspiza imitator)
  - Kinesisk hök (Tachyspiza soloensis)
  - Kraghök (Tachyspiza cirrocephala)
  - Moluckhök (Tachyspiza erythrauchen)
  - Nikobarhök (Tachyspiza butleri)
  - Nyakaledonienhök (Tachyspiza haplochroa)
  - Rosabröstad hök (Tachyspiza rhodogaster)
  - Prinshök (Tachyspiza princeps)
  - Proteushök (Tachyspiza hiogaster)
  - Shikra (Tachyspiza badia)
  - Skalbaggshök (Tachyspiza francesiae)
  - Skathök (Tachyspiza albogularis)
  - Småhök (Tachyspiza nanus)
  - Svartmantlad hök (Tachyspiza melanochlamys)
  - Tajgahök (Tachyspiza gularis)

- Tofshökar (Lophospiza)
  - Orienttofshök (Lophospiza trivirgata)
  - Sulawesitofshök (Lophospiza griseiceps)

- (Urotriorchis)
  - Långstjärtad hök (Urotriorchis macrourus)